# Théologie systématique
La théologie systématique est l'organisation de la théologie en différentes catégories (systèmes). La Bible traite de plusieurs thèmes dans différents livres. La théologie systématique permet de regrouper différentes informations sur un même sujet.

## Histoire
Au sein du christianisme, divers théologiens ont développé des travaux en théologie systématique, dont les Pères de l'Église dès le IIe siècle, tels Origène et Augustin d'Hippone au IVe siècle. D'autres ont suivi, tels Jean Damascène, Pierre Lombard, Thomas d'Aquin, Hans Urs von Balthasar, Jean Calvin, Karl Barth, Paul Tillich, Wolfhart Pannenberg et Karl Rahner.

## Branches de la théologie
Les objets de recherche en théologie systématique traitent habituellement des principales branches de la théologie.
- Histoire de la Bible
- Exégèse biblique
- Herméneutique biblique
- Théologie biblique
- Théologie propre ou doctrine de Dieu : étude de Dieu et, plus précisément, de Dieu le Père
- Christologie, domaine d'étude sur le Christ : à la fois sa vie, sa mission, sa nature et sa relation avec Dieu et l'humanité
- Pneumatologie : étude du Saint-Esprit
- Sotériologie : étude du salut, notamment des notions de justification et de sainteté
- Apologétique
- Ecclésiologie : étude des nombreux aspects de l'Église (parfois, l'ecclésiologie est également associée à la théologie pratique)
- Eschatologie chrétienne : étude du Jugement dernier et du destin de l'homme
- Hamartiologie (du grec hamartia, « péché ») : étude du péché et du mal
- Angélologie, étude des anges et de leur mission
- Démonologie, étude des démons, en particulier de Satan.